# Sporobolus quadratus
Sporobolus quadratus är en gräsart som beskrevs av Clayton. Sporobolus quadratus ingår i släktet droppgräs, och familjen gräs. Inga underarter finns listade i Catalogue of Life.